# Quartet de corda núm. 1 (Schubert)
El Quartet de corda núm. 1 (D 18), en diverses tonalitats, fou compost per Franz Schubert el 1810 o 1811.

## Història
Una partitura autògrafa del compositor que hi ha a la Wienbibliothek im Rathaus (Biblioteca de Viena) té la data de 1812 escrita en la coberta. La data de composició més probablement és 1810, quan el compositor tenia 13 anys. En aquest cas, seria l'obra de més d'un moviment i per a conjunt instrumental més primerenca de les existents de Schubert. El quartet va ser interpretat el 1812 pel quartet de la família de Schubert (el seu pare Franz Theodor, els seus germans Ignaz i Ferdinand, i Schubert tocant la viola). La primera edició publicada del quartet és de 1890, en l'edició completa de les obres de Franz Schubert de Breitkopf & Härtel.

## Descripció
L'obra té l'estructura tradicional de quatre moviments d'un quartet de corda clàssic, amb el Menuetto precedint el moviment lent (Andante). La tonalitat no queda ben definida perquè comença en una tonalitat i acaba en una altra.

### Tonalitat
La D 18 és l'única obra d'un conjunt de tres quartets de corda primerencs "de tonalitats canviants o indefinides" de Schubert. El Catàleg Deutsch indica la tonalitat de sol/si♭.

### Moviments
1. Andante – Presto vivace (sol menor)
2. Menuetto (fa major, amb el Trio en do major)
3. Andante (si♭ major)
4. Presto (si♭ major)